# Aketikandun Xiang
Aketikandun Xiang (kinesiska: 阿克提坎墩乡, 阿克提坎墩) är en socken i Kina. Den ligger i den autonoma regionen Xinjiang, i den nordvästra delen av landet, omkring 630 kilometer söder om regionhuvudstaden Ürümqi. Antalet invånare är 4 081. Befolkningen består av 1 966 kvinnor och 2 115 män. Barn under 15 år utgör 22,0 %, vuxna 15-64 år 74 %, och äldre över 65 år 2,0 %.
Genomsnittlig årsnederbörd är 47 millimeter. Den regnigaste månaden är juni, med i genomsnitt 12 mm nederbörd, och den torraste är oktober, med 1 mm nederbörd.